# 리쿠추 해안 국립공원

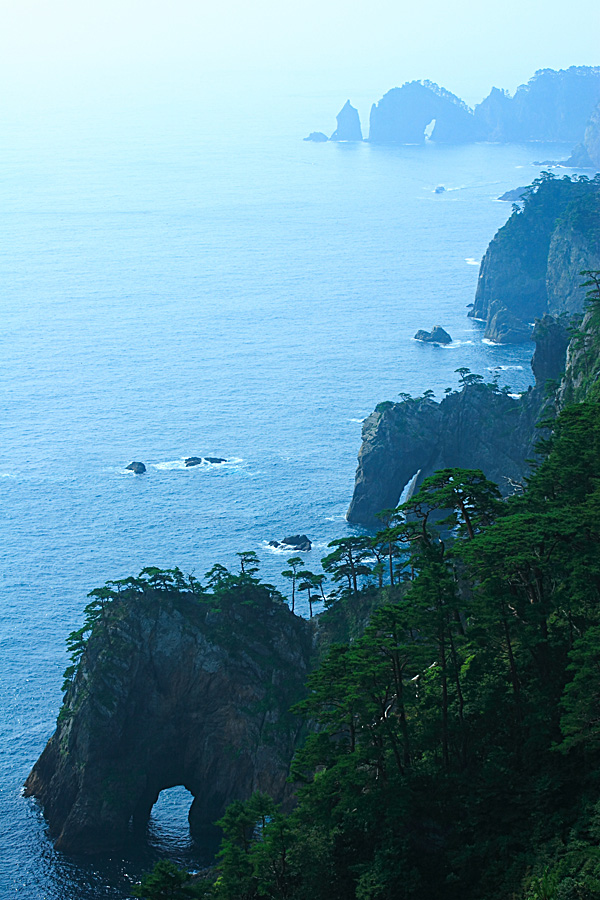
기타야마자키

산리쿠 부흥 국립공원(三陸復興国立公園)은 일본 이와테현 북부에서 미야기현 북부에 이르는 해안선 일대를 차지하는 국립공원이다. 총 면적은 121.98 km2이다. 동일본의 국립공원 중에서는 유일하다고 할 수 있는 해안 공원이다. 1955년 5월 2일 지정되었다. 관리상으로는 북부의 미야코 지구와 남부의 오후나토 지구로 분할된다.
산리쿠 부흥 국립공원은 북부와 남부가 성격이 다르다. 북부는 전형적인 융기 해안을 이루어 높이 50~200m에 이르는 대규모 해식 절벽이 연속하고 그 사이에 모래 사장 해안을 볼 수 있다. 한편 미야코시 이남은 전형적인 리아스식 해안이며 육지의 침강에 의해서 형성된 것이다.
또 중소 규모의 반도가 많으며 비교적 유명한 것으로 오모에반도, 후나코시 반도, 히로타 반도 등이 있다.

## 같이 보기
- 일본의 국립공원